# 嘉義市國際管樂節

嘉義市國際管樂節

嘉義市國際管樂節（Chiayi City International Band Festival），簡稱「嘉管節」，由嘉義市政府文化局主辦。從1993年舉辦第一屆管樂節至今（2023）已一共舉辦了31屆，每屆管樂節都舉辦在每年12月中下旬，是臺灣最盛大的古典音樂節。管樂節包含了室內外的管樂表演、管樂節踩街、室外管樂隊形變換表演，大大小小總計約有近百支隊伍參與演出，2010年更超過25萬人次參與，並且每年參與人數不斷往上增加。自2005年起，先後在嘉義市立體育場、中央噴水池及市政中心北棟大樓廣場合併舉辦跨年晚會。
1997年12月後開始冠上「國際」之名，2000年辦理「亞太管樂節」，2011年辦理「世界管樂年會」。歷屆共邀請過美國、加拿大、南非、德國、日本、澳洲、香港、澳門、俄羅斯、哈薩克、韓國、中國大陸、菲律賓、馬來西亞、泰國、新加坡等國家的表演隊伍來參加。
嘉義市國際管樂節在2012年入選交通部觀光局臺灣觀光年曆。
吉祥物是管樂小雞，擷取嘉義市名產－火雞肉飯－以雞作為形象，搭配法國號的形狀，化為管樂節的象徵。

## 歷屆嘉義市國際管樂節舉辦時程
2007年12月22日-2008年1月1日 
- 2007年嘉義市國際管樂節官方網站（页面存档备份，存于）

2008年12月19日-2009年1月1日 
- 2008年嘉義市國際管樂節官方網站（页面存档备份，存于）

2009年12月25日-2010年1月3日 
- 2009年嘉義市國際管樂節官方網站（页面存档备份，存于）

2010年12月24日-2011年1月2日 
- 2010年嘉義市國際管樂節官方網站（页面存档备份，存于）

2011年6月30日-2011年7月17日 
- 2011年世界管樂年會暨第11屆嘉義市國際管樂節（页面存档备份，存于）

2012年12月21日-2013年1月1日 
- 2012年嘉義市國際管樂節]

2013年12月19日-2014年1月1日 
- 2013亞洲雙簧年會暨嘉義市國際管樂節官網（页面存档备份，存于）

2014年12月19日-2015年1月1日 
- 2014嘉義市國際管樂節官網（页面存档备份，存于）

2015年12月18日-2016年1月1日 
- 2015嘉義市國際管樂節官網

2016年12月10日-2016年12月25日
- 2016嘉義市國際管樂節官網（页面存档备份，存于）

2017年12月22日-2018年1月1日
- 2017嘉義市國際管樂節官網

2018年12月14日-2018年12月23日
- 2018嘉義市國際管樂節官網（页面存档备份，存于）

2019年12月20日-2020年1月1日
- 2019嘉義市國際管樂節官網（页面存档备份，存于）

## 活動歷史

### 嘉義市管樂節時期
1993年「第一屆管樂節」、1997年「97嘉義國際管樂節」及第七屆嘉義市管樂節、1999年底「2000年亞太管樂節在嘉義」、2000年的第九屆管樂節

### 嘉義市國際管樂節時期
2001年─迄今「嘉義市國際管樂節」

### 與其他國際管樂活動合辦
- 2011年「世界管樂年會暨第20屆嘉義市國際管樂節」
- 2013年「第二屆亞洲雙簧年會暨第22屆嘉義市國際管樂節」[5]

## 參與隊伍

### 國外隊伍[6]
| 年份   | 國外參與隊伍 |                    |
| ------ | --- | ------------------ |
| 2006年 | 日本：靜岡大學 管樂團、鯖江管樂團；韓國：原州市管樂團；法國：伊歐樂斯管樂團 |                    |
| 2007年 | 日本：八代白百合大學管樂團、國立音樂大學管樂團；韓國：啟明大學管樂團、蔚山大學管樂團、原州市管樂團；泰國：爵士樂團；新加坡：共和理工學院管樂團 |                    |
| 2008年 | 日本：大宮市民管樂團、飯塚高校管樂團、靜岡大學管樂團、廣島青少年馬林巴樂團；馬來西亞：恆毅中學管樂團、建國中學管樂團、檳城鍾靈中學管樂團；菲律賓：莫里茲管樂團；韓國：原州市管樂團；德國：紐廷根音樂學院管樂團；法國：拉葒薩克斯風四重奏；澳大利亞：布里斯班管樂團；哈薩克：國家管樂團 |                    |
| 2009年 | 日本：日本國立音樂大學管樂團、日本ESA音樂學院吹奏樂團、日本京都府高等學校吹奏樂連盟、日本福井縣吹奏樂連盟；美國：VJO先鋒爵士樂團、美國海岸防衛隊合奏樂團、美國類人樂團；新加坡：新加坡國立教育學院管樂團；泰國：泰國東北技術學校軍樂隊；中國內蒙古：內蒙包頭輕工職業技術學院女子管樂團 |                    |
| 2010年 | 中國：哈爾濱師範大學音樂學院交響管樂團；日本：日本靜岡大學管樂團、日本玉川大學吹奏樂團；德國：德國哈姆市音樂學校爵士銅管樂隊、德國紐廷根音樂學校魔法工廠大樂隊；香港：香港銀河管樂團、香港節日管樂團；馬來西亞：維多利亞少年團銅樂隊；泰國：SWB ( Sarasas Witaed Bangbon School ) 樂旗隊 |                    |
| 2011年 | 日本：日本玉川學園高校管樂團、東京佼成管樂團、日本大阪音樂大學管樂團；中國：北京交響管樂團、上海音樂學院交響管樂團；香港：香港通利新青年管樂團、澳門青年管樂團；美國：美國音探室內樂團、美國海岸防衛隊管樂團、美國南伊利諾州大學管樂團；挪威：挪威管樂團；俄羅斯聯邦：烏拉山管樂團；新加坡：新加坡愛樂管樂團；葡萄牙：葡萄牙托維斯卡聯合愛樂管樂團；西班牙：西班牙康索雷特管樂團；英國：英國青年管樂團；世界青年管樂團 | 世界管樂年會在嘉義 |
| 2012年 | 俄羅斯聯邦：圖瓦共和國奔馬國家管樂團、莫斯科薩克斯風重奏團；日本：日本花咲徳榮高等學校管樂團、日本浦和學院高等學校管樂團；新加坡：新加坡共和理工學院交響管樂團；韓國：韓國忠南國立大學管絃樂團；香港：基督教香港信義會心誠中學管樂團；馬來西亞：馬來西亞檳城恆毅中學管樂團、馬來西亞亞庇建國中學管樂團 |                    |
| 2013年 | 日本：明淨高中管樂團、日向高中樂團、福井交響管樂團；美國：休士頓風之五重奏；中國：上海交通大學交響管樂團、大連海浪少年交響管樂團、上海控江中學管樂團；香港：珀珈斯樂團、神召會康樂中學管樂團；馬來西亞：興華中學管樂團；亞洲雙簧年會ADRA：瑞士、德國、義大利、法國、美國、日本、韓國、泰國、新加坡、中國及香港等地的大師級音樂家、國際評審、協會理事、國內外優秀演奏家集團隊近百位音樂家                               |                    |
| 2014年 | 法國：巴黎銅管合奏團；日本：沖繩縣立西原高等學校行進樂隊、靜岡大學管樂團銅管樂隊、宮崎學園高等學校管樂團、聖徳大學附屬女子中學校、高等學校管樂團 ；中國：上海愛樂樂團、上海外國語大學附屬雙語學校管樂團；新加坡：新加坡基督堂中學風笛隊；馬來西亞：國立交響樂團附屬交響管樂團 |                    |
| 2017年 | 日本：高山西高等學校管樂團、精華女子高等學校管樂團、長野縣高等學校選拔吹奏樂團、東海大學菅生高等學校管樂團、國立音樂大學管樂團、福井縣立武生商業高等學校管樂團；香港：香港交響樂團；泰國：南邦易三倉學校管樂團；俄羅斯：保羅·梅耶獨奏音樂會 |                    |
| 2018年 | 日本：八王子高等學校管樂團、箕面自由學園高等學校管樂團、昭和藥科大學附屬高等學校管樂團、宮崎大學與宮崎公立大學管樂團、習志野高校管樂團、法國號演奏家 日高 剛；韓國:西歸浦風樂隊；：萊斯布里奇大學管樂團；芬蘭排笛演奏家Stefan Stanciu；聖露西亞：聖露西亞皇家警察樂隊；香港：迦密唐賓南紀念中學銀樂隊、天水圍音樂人管樂團；泰國:曼谷基督教學院音樂樂團                                                                 |                    |
| 2019年 | 日本:安城學園高等學校吹奏樂部、靜岡大學管樂團、高山西高等學校管樂團、大阪府立淀川工科高等學校吹奏樂部、國立音樂大學銅管樂隊、聖徳大學附屬女子中學校高等學校管樂團 |                    |

## 活動場地

### 踩街嘉年華活動

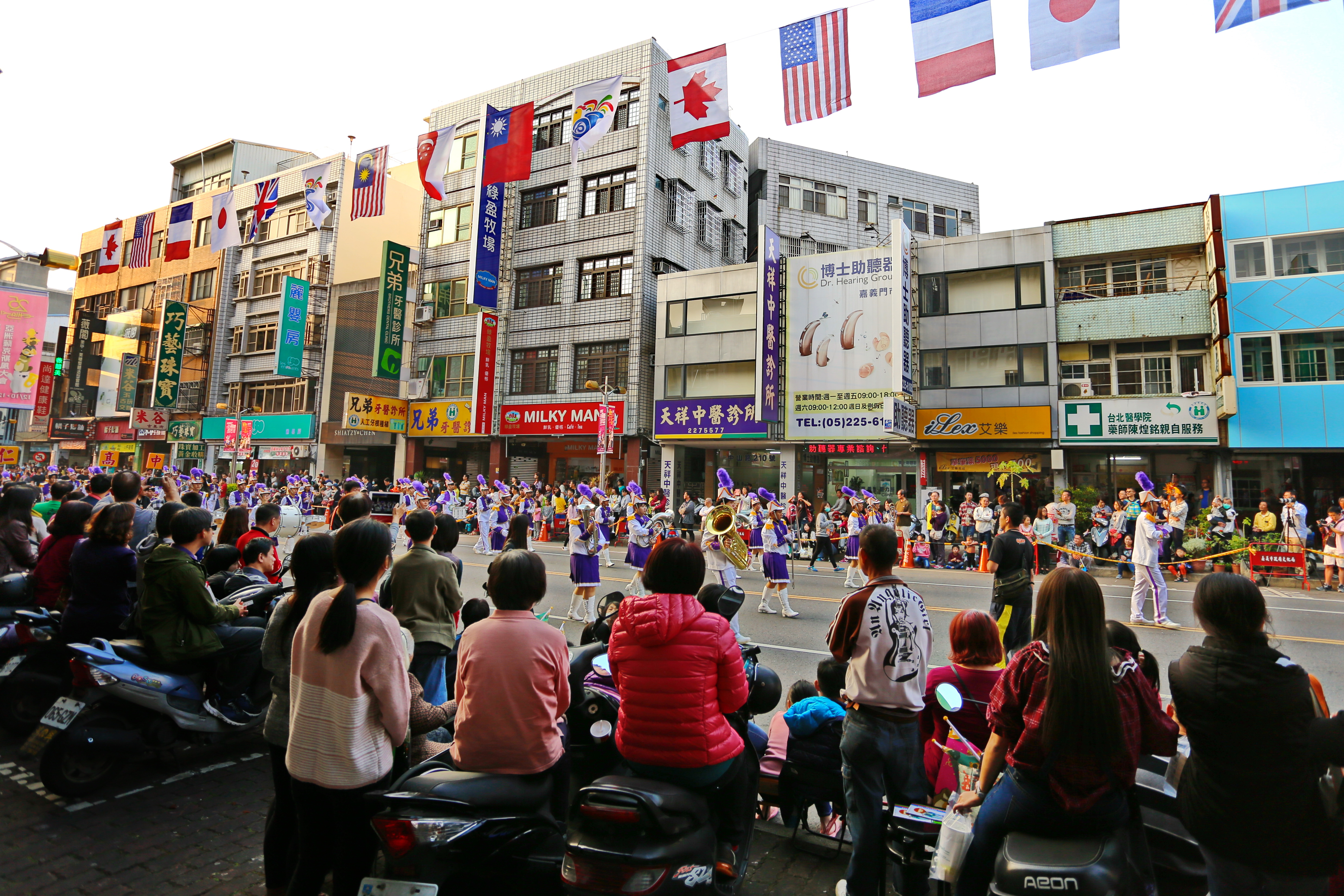
第25屆嘉義市國際管樂節踩街嘉年華，表演樂隊經過中山路。

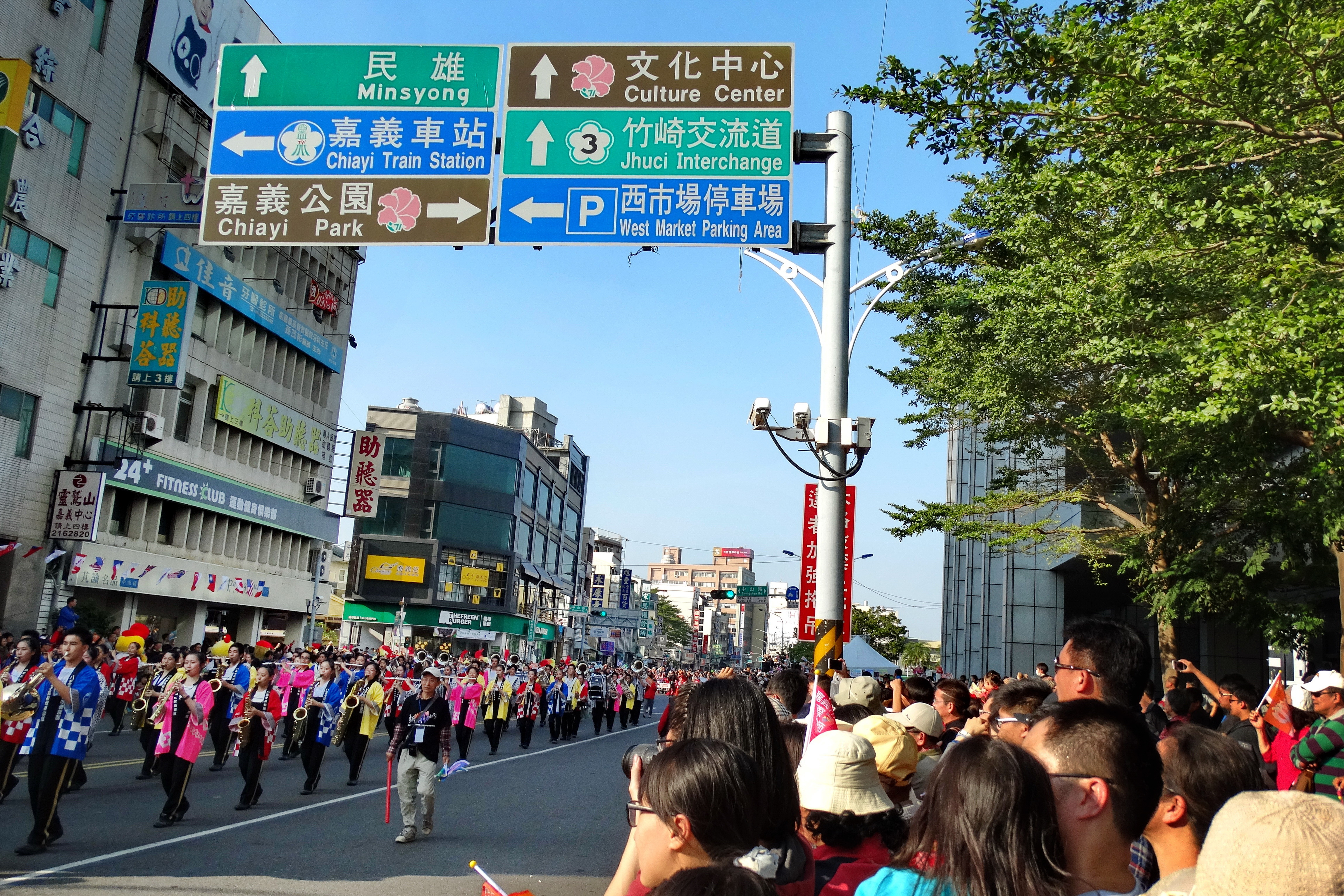
第24屆嘉義市國際管樂節踩街嘉年華經過嘉義市政府大樓前的吳鳳北路

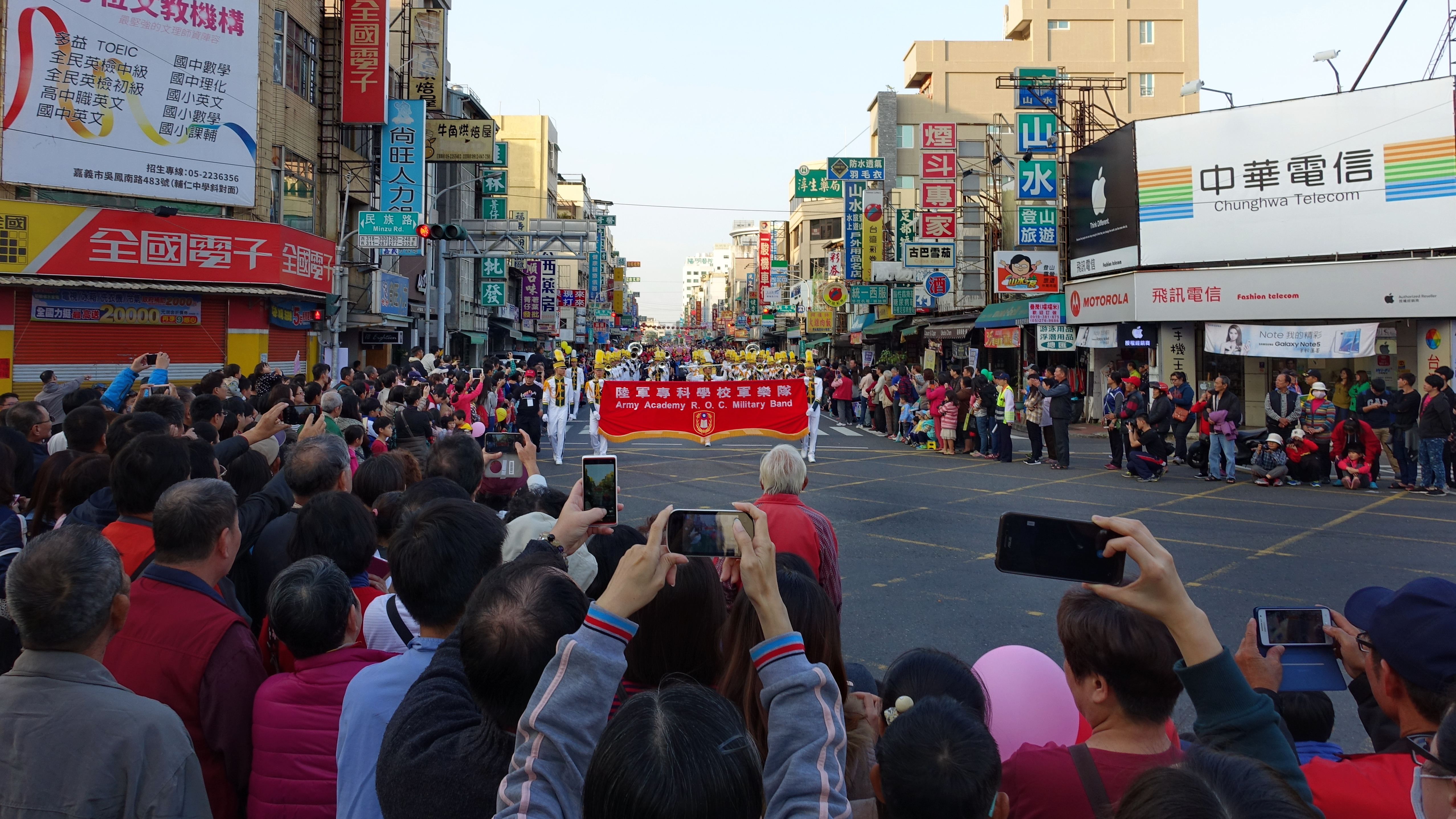
第24屆嘉義市國際管樂節踩街嘉年華經過吳鳳北路與民族路的交界

嘉義市中山路、中央噴水池、嘉義市政府大樓、吳鳳北路、民族路、啟明路、體育路、嘉義市立體育場

### 室內外音樂會

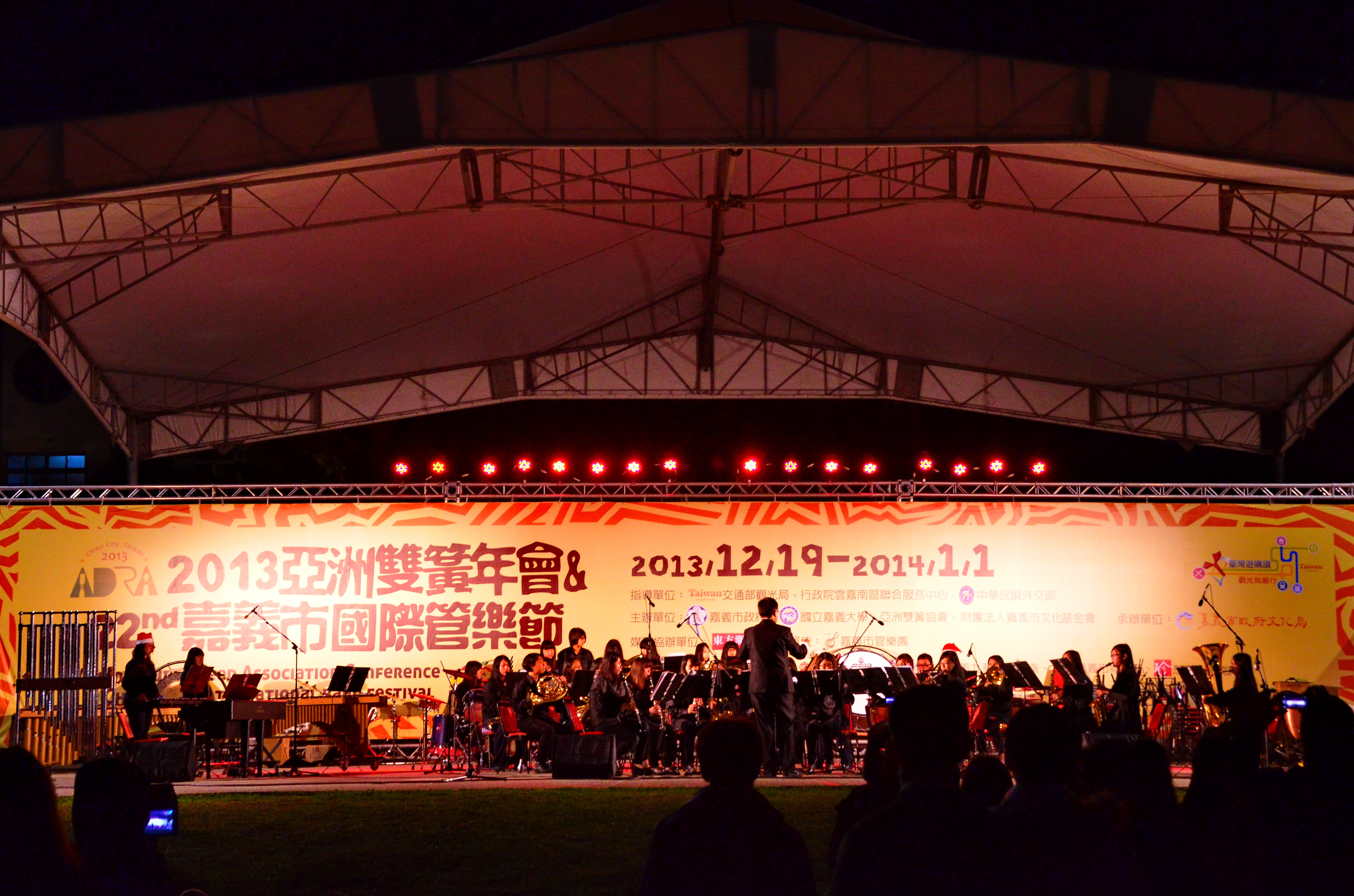
2013亞洲雙簧年會暨第22屆嘉義市國際管樂節在嘉義市文化公園舉行的室外音樂會

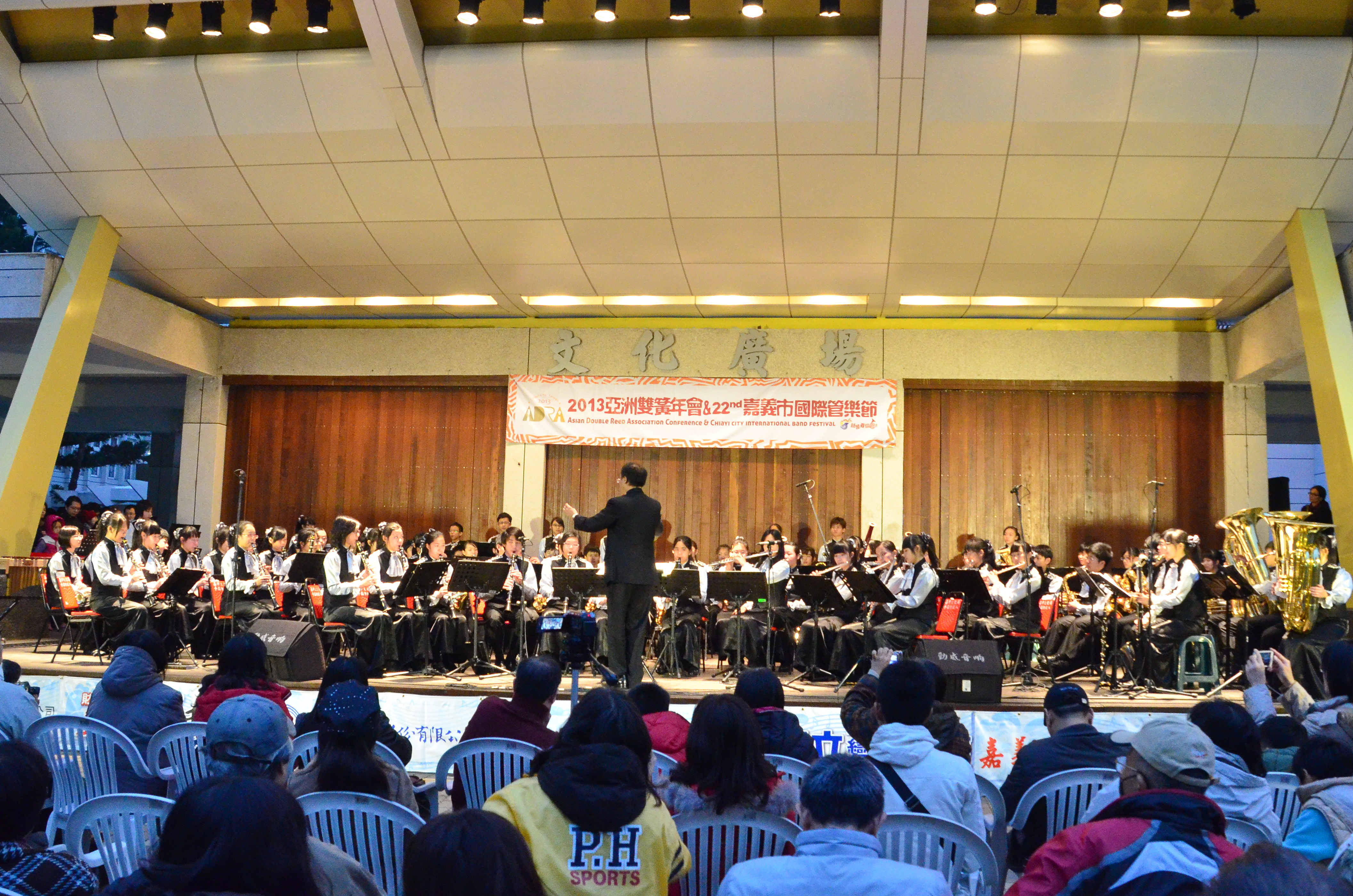
2013亞洲雙簧年會暨第22屆嘉義市國際管樂節在嘉義市文化廣場舉行的室外音樂會，台上演出樂團為臺北市立中正國民中學第17屆管樂團。

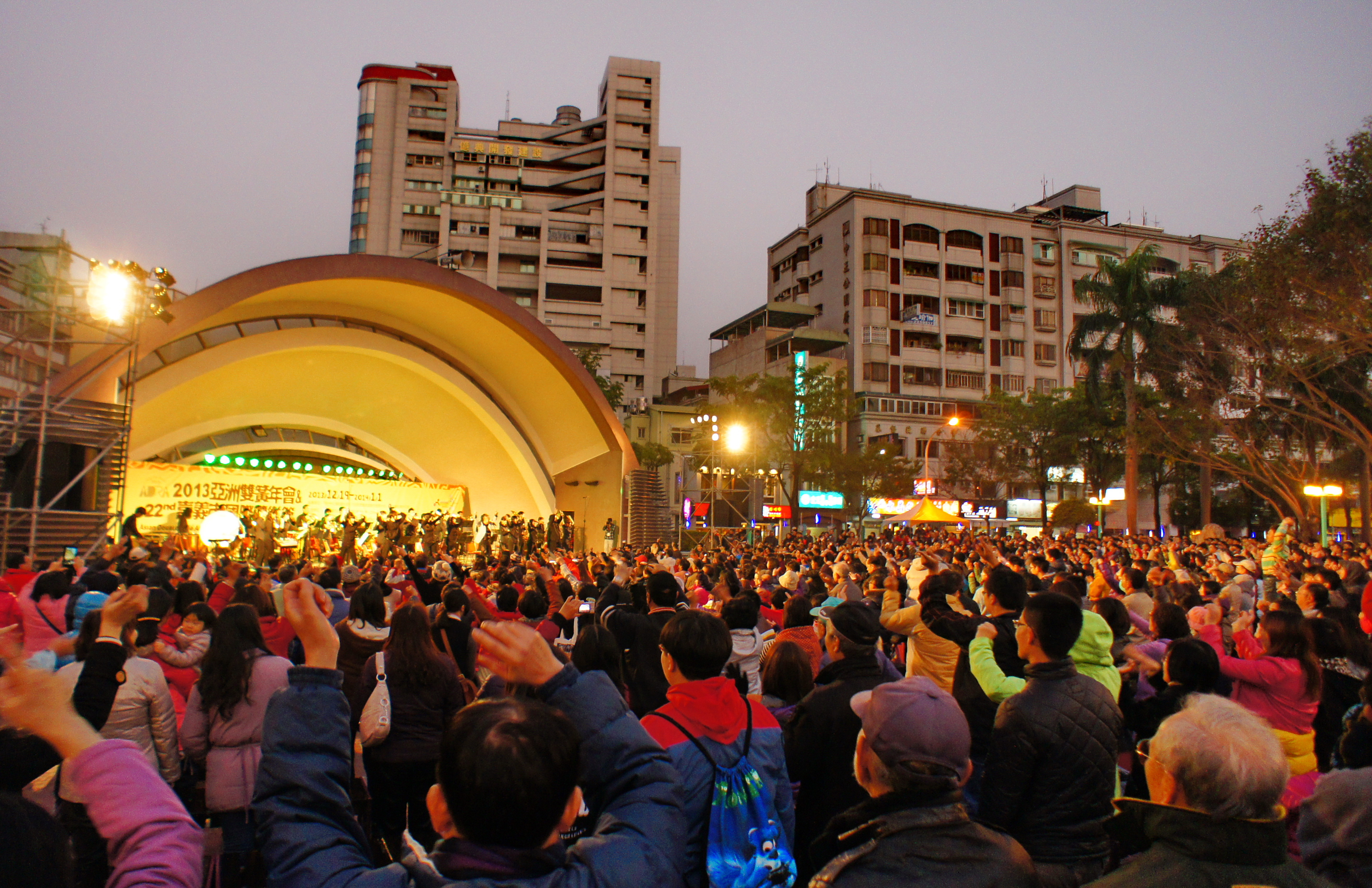
2013亞洲雙簧年會暨第22屆嘉義市國際管樂節在嘉義市中正公園舉行的室外音樂會

- 室內音樂會
  - 嘉義市政府文化局音樂廳
- 室外音樂會
  - 嘉義市文化公園(大地音樂會)
  - 嘉義市中正公園(星光音樂會)

- - 嘉義市立體育場(室外管樂隊形變換表演)

## 外部連結
- 嘉義市政府文化局（页面存档备份，存于）